# 側斑擬鱨
側斑擬鱨，為輻鰭魚綱鯰形目鱨科的其中一種，為温帶淡水魚類，分布於亞洲越南及中國淡水流域，體長可達7.3公分，棲息在底層水域，生活習性不明。

## 扩展阅读
維基物種上的相關：側斑擬鱨